# Laisena Tuba
Laisena Tuba (13 augustus 1978) is een voormalige Fijisch voetballer die bij voorkeur als doelman speelt. 
Op 30 september 1998 in de thuiswedstrijd tegen Cookeilanden maakte Tuba zijn debuut voor Fiji voetbalelftal. Hij begon in de basis en hij had hele wedstrijd meegespeeld, de wedstrijd ging gewonnen met 3-0.
Tuba beëindigde zijn voetbalcarrière in 2004.